# コントローラー (ミザリー・シグナルズのアルバム)
コントローラー (Controller)はアメリカのメタルコアバンド、ミザリー・シグナルズの3rdアルバム。2008年7月22日発売。プロデュースは1stアルバム『オブ・マリス・アンド・ザ・マグナム・ハート』と同じくデヴィン・タウンゼンドが担当している。

## 収録曲
全曲、Misery Signalsによる。
1. "Nothing" - 4:05
2. "Weight of the World" - 2:50
3. "Labyrinthian" - 4:12
4. "Parallels" - 3:42
5. "Coma" - 4:51
6. "A Certain Death" - 3:25
7. "Set In Motion" - 3:48
8. "Ebb and Flow" - 3:27
9. "Reset" - 6:16
10. "Homecoming" - 5:09

日本盤ボーナストラック
1. "Ebb and Flow" (Acoustic) - 4:58

## クレジット
Misery Signals
- Karl Schubach - ボーカル
- Ryan Morgan - ギター
- Stuart Ross - ギター
- Kyle Johnson - ベース
- Branden Morgan - ドラム

スタッフ
- Devin Townsend - プロデュース
- Dean Maher - ドラムエンジニアリング
- Mike Young - ドラム編集
- Richard Morgan - パーカッション
- Sons of Nero - アートワーク